# Амількаре Джилардоні
Амількаре Джилардоні (італ. Amilcare Gilardoni; 12 червня 1906, Монтеманьо-Монферрато — 15 квітня 1983, Савона) — італійський футболіст і футбольний тренер. Грав на позиції півзахисника.

## Кар'єра
Виховувався в команді «Савонезе».
Найбільш відомий виступами за команду Дженоа, що була на провідних ролях у Серії А тих часів. Став гравцем цієї команди в 1928 році.
В 1929 році «Дженоа» стала учасником Кубка Мітропи, престижного європейського турніру для найсильніших клубів Європи. Італія вперше мала брати участь, тому не встигла узгодити календар. Найсильніші команди сезону «Болонья» і «Торіно» не могли взяти участь, бо саме мали проводити фінальні матчі за звання чемпіона. Був проведений міні-турнір для визначення представників від Італії, в якому перемогли «Ювентус» і «Дженоа». Команда з Генуї зустрічався з «Міланом» і двічі зіграв внічию 2:2 і 1:1. Переможця визначив жереб, що посміхнувся «Дженоа».
Сам виступ в Кубку Мітропи 1929 вийшов для «Дженоа» невдалим, адже команда в чвертьфіналі розгромно поступилась австрійському «Рапіду» — 1:5 у Відні і зіграла внічию 0:0 в Генуї.
В сезоні 1929-30 став з командою срібним призером чемпіонату Італії.
Влітку 1930 року «Дженоа» знову брала участь у Кубку Мітропи, але цього разу кваліфікувалась як віце-чемпіон Італії. За волею жереба, команда другий рік поспіль в чвертьфіналі зіграла з віденським «Рапідом». В першому матчі в Генуї суперники зіграли внічию 1:1 (без Джилардоні), а у Відні впевнену перемогу здобули австрійці — 1:6.
В сезоні 1933-34 «Дженоа» несподівано вилетіла з Серії А. Команда одразу змогла виграти Серію B, але вклад Джилардоні в це досягнення незначний — лише два зіграних матчі. По завершенні сезону залишив команду.
Після «Дженоа» грав за «Комензе», пізніше за «Санремезе», де також один сезон був граючим тренером.

## Статистика виступів

### Статистика виступів у Кубку Мітропи
| №                      | Розіграш               | Стадія                 | Дата та місце проведення | Команда 1              | Рахунок | Команда 2      | Голи |
| ---------------------- | ---------------------- | ---------------------- | ------------------------ | ---------------------- | ------- | -------------- | ---- |
| 1                      | 1929                   | 1/4                    | 23.06.1929 Відень        | Рапід (Відень)         | 5:1     | Дженоа         |      |
| 2                      | 1929                   | 1/4                    | 18.07.1929 Генуя         | Дженоа                 | 0:0     | Рапід (Відень) |      |
| 3                      | 1930                   | 1/4                    | 3.09.1930 Відень         | Рапід (Відень)         | 6:1     | Дженоа         |      |
| Всього у кубку Мітропи | Всього у кубку Мітропи | Всього у кубку Мітропи | Всього у кубку Мітропи   | Всього у кубку Мітропи | 3       |                | 0    |

## Трофеї і досягнення
- Срібний призер Серії А (1):

«Дженоа»: 1929–1930
- Переможець Серії C (1):

«Санремезе»: 1936—1937
- Переможець Серії B (1):

«Дженоа»: 1934—1935